# Lutherkirche (Konstanz)

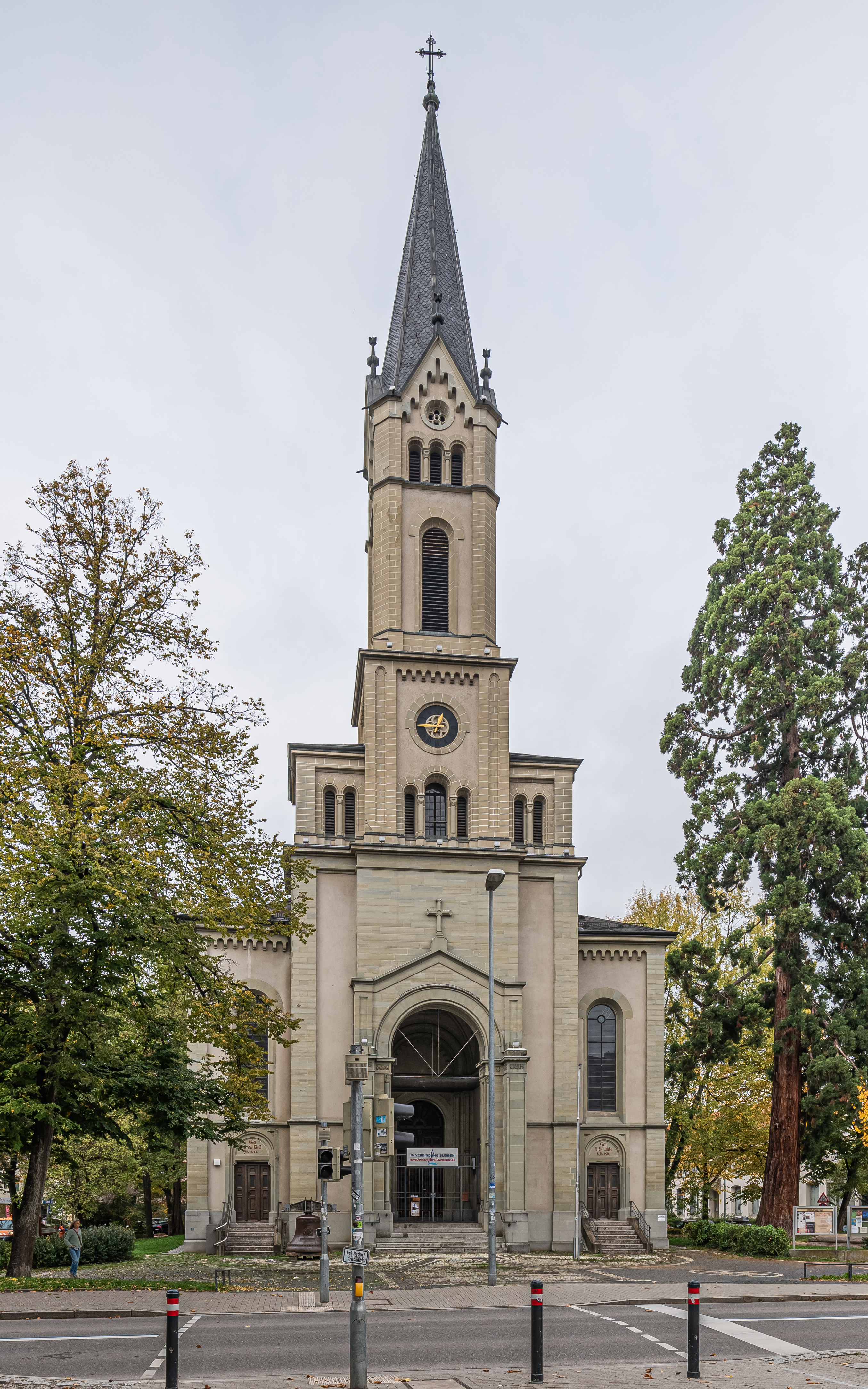
Blick zur Lutherkirche

Die Lutherkirche ist ein Kirchengebäude der evangelischen Kirche in Konstanz am Bodensee. Sie steht außerhalb der historischen Altstadt (aber im für die Verwaltung so definierten Stadtteil Altstadt), am östlichen Rand des nach Abtragung der Stadtmauer erschlossenen Gebiets Paradies. Die Kirche ist vom Lutherplatz umgeben, am Übergang von der Oberen Laube zur Unteren Laube. Sie ist in Westnordwest-Ostsüdost-Richtung ausgerichtet.

## Kirchbau
Die Kirche wurde in den Jahren 1865 bis 1873 erbaut, am 28. März 1873 wurde sie feierlich eröffnet.
Um 1975 wurde der Turm restauriert.
Die letzte Sanierung war 1979/80, dabei wurde eine neue, größere Empore eingebaut, und der Altarraum erhielt seine heutige Gestalt.

## Glocken
Friedrich I. (Baden, Großherzog) stiftete drei Glocken für die Lutherkirche in Konstanz.
- Friedensglocke mit dem Wappen der Stadt Konstanz
- Freundschaftsglocke mit dem Wappen von Preußen

Die dritte Glocke, die Freiheitsglocke, mit dem Wappen von Baden steht seit Ende der 1950er-Jahre aus statischen Gründen vor der Kirche und dient als Mahnmal.

## Orgel
Die Orgel der Lutherkirche wurde 1980 von dem Orgelbauer Peter Vier (Lahr-Oberweiler) erbaut und 1987 ergänzt. Das Instrument hat insgesamt 33 klingende Register auf vier Manualen und Pedal. Eine Besonderheit ist das Bombardenwerk (I. Manual). Außerdem können einige Register des Bombarden-Werks und des Hauptwerks auch im Pedal als Transmissionen genutzt werden. Das Echowerk ist über Tritt und Handhebel schwellbar.
| I Bombarden C– |            |     |
| 1.             | Bombarde 0 | 16′ |
| 2.             | Posaune    | 08′ |
| 3.             | Clairon    | 04′ |
| 4.             | Cornett V  | 08′ |

| II Hauptwerk C– |                    |        |
| 05.             | Bourdon            | 16′    |
| 06.             | Prinzipal          | 08′    |
| 07.             | Holzflöte          | 08′    |
| 08.             | Gemshorn           | 08′    |
| 09.             | Oktave             | 04′    |
| 10.             | Gedackt            | 04′    |
| 11.             | Oktave             | 02′    |
| 12.             | Mixtur V           | 02 ⁄3′ |
| 13.             | Horizontaltrompete | 08′    |
| 14.             | Schwebung          | 08′    |

| III Schwellwerk C– |              |         |
| 15.                | Pommer       | 16′     |
| 16.                | Gedackt      | 08′     |
| 17.                | Salicional   | 08′     |
| 18.                | Prinzipal    | 04′     |
| 19.                | Traversflöte | 04′     |
| 20.                | Nazard       | 02 ⁄3′  |
| 21.                | Waldflöte    | 02′     |
| 22.                | Terz         | 01 3⁄5′ |
| 23.                | Scharff V    | 01 ⁄3′  |
| 24.                | Oboe         | 08′     |
|                    | Tremulant    |         |

| IV Echowerk C– |            |    |
| 25.            | Bourdon    | 8′ |
| 26.            | Rohrflöte  | 4′ |
| 27.            | Doublette  | 2′ |
| 28.            | Sifflet    | 1′ |
| 29.            | Cromorne 0 | 8′ |
|                | Tremulant  |    |

| Pedalwerk C– |                      |        |
| 30.          | Offenbaß             | 16′    |
| 31.          | Bourdon (= Nr. 5)    | 16′    |
| 32.          | Offenbaß             | 08′    |
| 33.          | Prinzipal (= Nr. 6)  | 08′    |
| 34.          | Holzflöte (= Nr. 7)  | 08′    |
| 35.          | Gemshorn (= Nr. 8)   | 08′    |
| 36.          | Offenbaß             | 04′    |
| 37.          | Oktave (= Nr. 9)     | 04′    |
| 38.          | Gedackt (= Nr. 10)   | 04′    |
| 39.          | Hintersatz           | 02 ⁄3′ |
| 40.          | Oktave (= Nr. 11)    | 02′    |
| 41.          | Bombarde (= Nr. 1) 0 | 16′    |
| 42.          | Posaune (= Nr. 2)    | 08′    |
| 43.          | Clairon (= Nr. 3)    | 04′    |

- Koppeln: I/II, III/II, IV/II, I/P, II/P, III/P, IV/P
- Nebenregister: Glockenspiel im Schwellwerk (c1-d3)
- Spielhilfen: 10 elektronische Setzerkombinationen, Register als Druckknöpfe, Handschweller Echowerk

## Musik
Die Lutherkirche wird vor allem auch zu Konzertzwecken genutzt. „Ansässig“ ist dort insbesondere der Bach-Chor Konstanz.
Zu den bekannteren Veranstaltungsreihen gehören das wöchentlich am Samstagnachmittag stattfindende kleine Konzert sowie die Bach-Tage Konstanz.
Kantor an der Lutherkirche ist seit 2018 Michael Stadtherr (* 1984).

## Mahnmale für Freiheit und Einigkeit

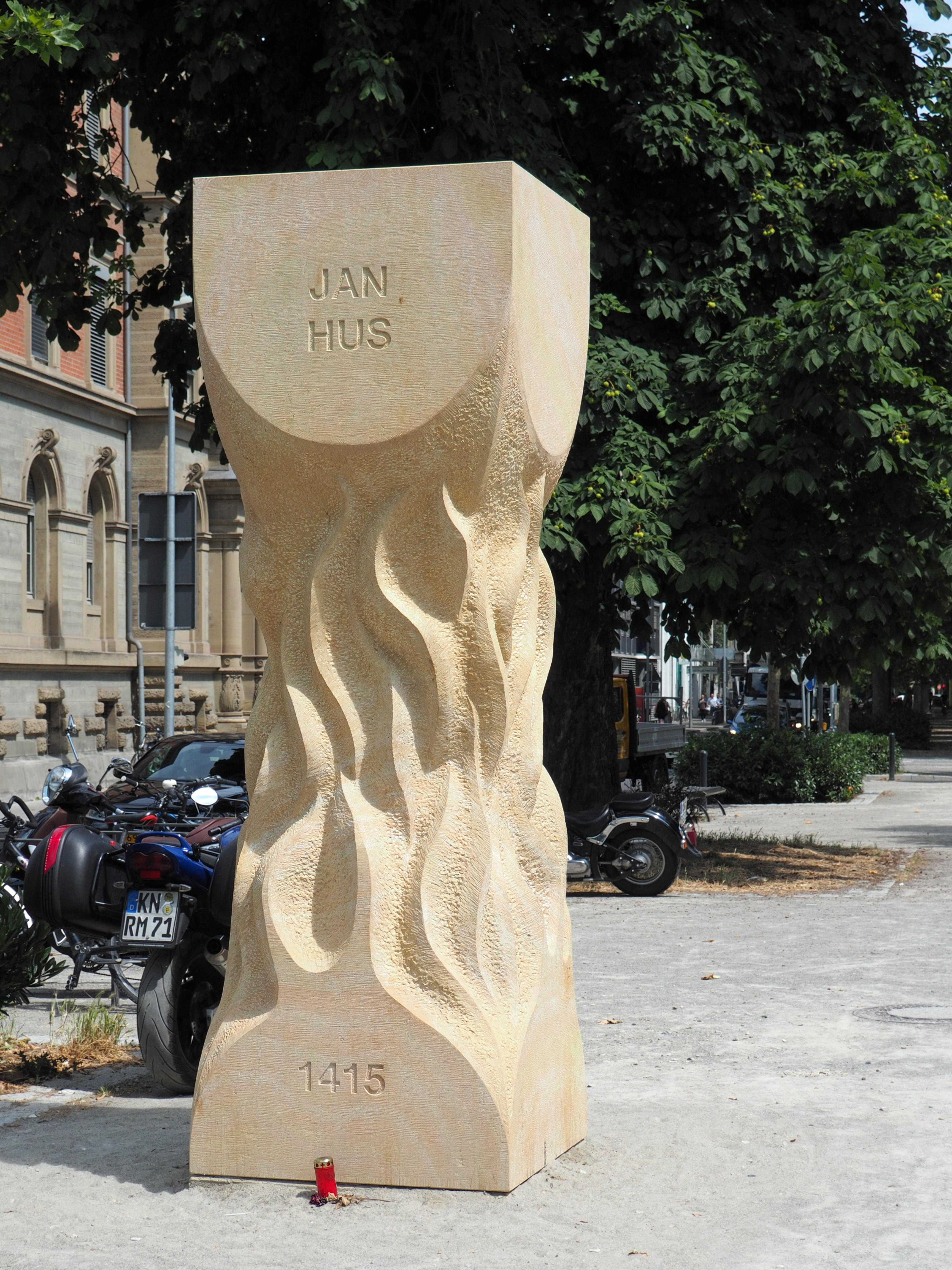
Jan Hus Denkmal

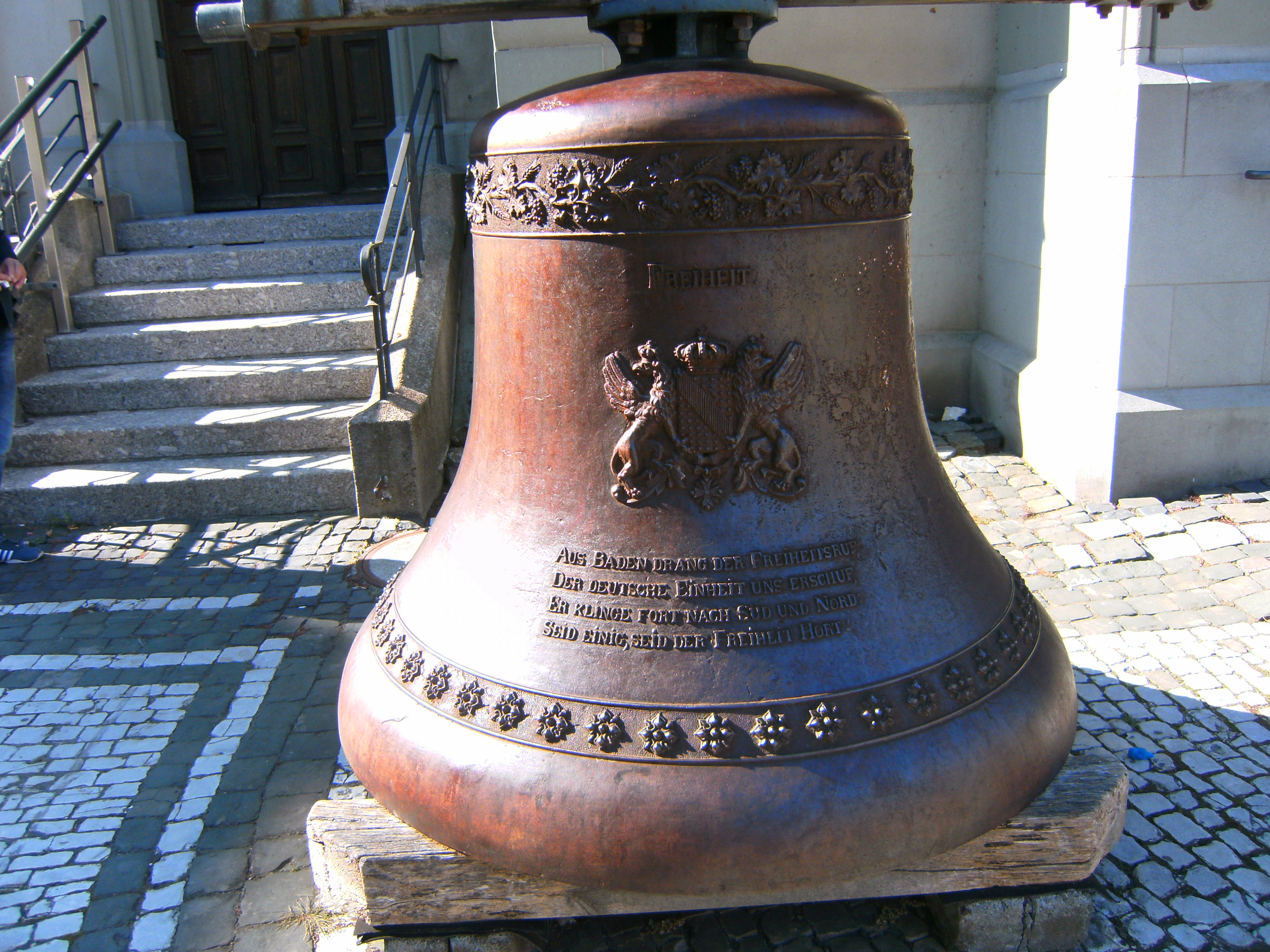
Lutherkirche (Konstanz): Glocke Friedrich von Baden/Seite Deutsche Einheit.

### Freiheitsglocke
Vor der Kirche ist eine Glocke für die Öffentlichkeit präsentiert, die an Friedrich I. (Baden, Großherzog), an die frühen Bemühungen zur Freiheit, Deutschen Einheit und den Einsatz für die Armen erinnert.

### Denkmal für Jan Hus und Hieronymus von Prag
Auf dem Platz zwischen den beiden Fahrbahnen der Oberen und Unteren Laube, gegenüber der Lutherkirche, wurde am 6. Juni 2015, seinem 600. Todestag, ein Denkmal für den böhmischen Theologen und Reformator Jan Hus feierlich enthüllt. Diese Stelle wurde gewählt, weil die Lutherkirche auf dem Weg steht, der das Konstanzer Münster (in dem am 6. Juli 1415 das Todesurteil über Jan Hus gesprochen wurde) mit der Stelle im Stadtteil Paradies verbindet, an der Jan Hus auf dem Scheiterhaufen verbrannt wurde.